# قریب (فیلم)
قریب (به هندی: Kareeb) یا نزدیک فیلمی محصول سال ۱۹۹۸ و به کارگردانی ویدهو وینود چوپرا است. در این فیلم بازیگرانی همچون بابی دئول، شبانا راضا، موشومی چاترجی، جانی لور، سوشما ست، سراب شوکلا، شامی کاپور ایفای نقش کرده‌اند.